# シネマ・ヴェリテ国際ランデブー
シネマ・ヴェリテ国際ランデブー（RENCONTRES INTERNATIONALES CINEMA VÉRITÉ）は、社会問題に特化した映画作り促進のための国際的映画イベント。第1回は2007年10月、モナコ公国とフランスの首都パリで開催される。

## 2007年度概要
- モナコ公国カロリーヌ公女特別後援により、モナコ公国で大々的に開催される。
- 通常の映画祭とは違い、映画監督を筆頭に映画関係者と社会問題専門家との出会いを作り、映画上映を通して社会問題への理解を深めて、今後の社会問題を描く映画製作を促すことを目的としている。
- オフィシャルサポーターとして世界各国からそうそうたるメンバーが参加している。名誉総裁に1997年ノーベル平和賞受賞者ジョディ・ウィリアムズ、総裁に前ルノー会長兼CEOのルイ・シュヴァイツァー、名誉委員に元第5代国際連合事務総長ハビエル・ペレス・デ・クエヤル氏など、映画イベントでありながら、国際社会問題を扱うイベントであることを証明するメンバーが揃っている。
- 参加映画監督のメンバーも、世界各国から国際社会問題に深い関心を寄せるニキ・カーロやスパイク・リーをはじめとして、映画祭受賞者が数多く参加している。日本からは映画「地球交響曲」の監督、龍村仁が招待されている。また、奥山和由製作「TAIZO〜戦場カメラマン・一ノ瀬泰造の真実〜」も招待。日本映画の上映日時などは以下のとおり。
  - 「地球交響曲第６番」－－－10/12（金）昼12時より
  - 「TAIZO〜戦場カメラマン・一ノ瀬泰造の真実〜」－－－10/14(日）昼12時より

※場所はパリ・バスティーユ駅すぐ、アナスナル港そばの国際ランデブー特別設置テント（70席）内
- 開催期間中は、モナコ公国で1千人以上収容するレーニエ3世ホールをはじめ、モナコ公女の特別後援があってこその会場が用意されている。スポンサー委員会に参加する一般客には、モナコ公国で最高級ホテルと言われているオテル・ド・パリが特別手配される予定。
- 毎年違うテーマを設け、そのテーマに合った映画上映を中心にした討論会などを通して、映画と国際社会問題の関係に新たな関係を築くことを念頭に置いている。2007年度のテーマは「地雷とクラスター爆弾」。特別参加の女優シャロン・ストーンが子供たちと共に地雷問題を改めて考えるイベントも用意されている。
- 5月に行われたカンヌ国際映画祭にてプレスカンファレンスが行われ、さまざまなメディアに取り上げられた。
- 7月にはレオナルド・ディカプリオ製作映画 「The 11th Hour」 を国際ランデブーにて先行上映することが決定。